# Brycinus macrolepidotus
Brycinus macrolepidotus és una espècie de peix de la família dels alèstids i de l'ordre dels caraciformes.

## Morfologia
- Els mascles poden assolir 53 cm de longitud total[3] i 2.000 g de pes.[4][5]

## Alimentació
Menja insectes, crustacis, peixos, vegetals i residus.

## Depredadors
A Nigèria és depredat per Lates niloticus i Schilbe mystus.

## Hàbitat
És un peix pelàgic i de clima tropical (22 °C-28 °C).

## Distribució geogràfica
Es troba a Àfrica.